# Kurtova válka
Kurtova válka (v anglickém originále Special Education) je devátá epizoda druhé série amerického hudebního televizního seriálu Glee a v celkovém pořadí třicátá první epizoda. Scénář k epizodě napsal Brad Falchuk, jeden z tvůrců seriálu, režíroval ji Paris Barclay a poprvé se ve Spojených státech vysílala na americkém televizním kanálu Fox dne 30. listopadu 2010. V této epizodě bojuje sbor střední školy Williama McKinleyho, New Directions v soutěži sborů proti sborům Bokovky (Hipsters) a chlapeckému sboru z Daltonovy akademie, Slavíci (Warblers). Ve sboru ale mezitím dochází ke svárům a hádkám a tak hrozí, že se zničí.
Epizoda ukazuje bývalého člena New Directions, Kurta Hummela (Chris Colfer) na Daltonově akademii, jeho nové škole, kde se připojuje ke konkurenčnímu sboru Slavíci (Warblers). Kvůli jeho odchodu také musí sbor najít nového dvanáctého člena sboru, aby se mohli zúčastnit soutěže. Vedoucí sboru Will Schuester (Matthew Morrison) se rozhodne pro soutěž vybrat přehlížené zpěváky ze sboru, což se setká se zděšeném hlavních zpěváků Rachel Berry (Lea Michele) a Finna Hudsona (Cory Monteith). Epizoda obdržela celou řadu recenzí s malou majoritou, která epizodu okomentovala pozitivně. V kontrastu s tím však písně z této epizody většinou získaly pozitivní ohlasy, zvláště "Dog Days Are Over" a "Valerie", které přezpívali New Directions a "Hey, Soul Sister" od sboru Slavíci.
V původním vysílání epizodu sledovalo celkem 11,68 milionů amerických diváků a získala 4,6/13 Nielsova ratingu/podílu na trhu ve věkové skupině 18-49 let. Sledovanost i podíl na trhu na rozdíl od předchozí epizody výrazně stouply.

## Děj epizody
Soutěž sborů se blíží a počat členů sboru New Directions je pod možnou hranicí soutěže, protože jeden z minimálního počtu dvanácti členů, Kurt Hummel (Chris Colfer) přestoupil na Daltonovu akademii, kde se připojil ke konkurenčnímu sboru Slavíci. Na žádost vedoucího sboru Willa Schuestera (Matthew Morrison) se Puck (Mark Salling) pokouší získat do sboru někoho ze svých spoluhráčů ze fotbalu, ale ti se mu vysmějí a zamknou ho do přenosný záchod. Další den ho zachrání wrestlerka Lauren Zizes (Ashley Fink) a souhlasí s tím, že se ke sboru přidá, ale Puck před tím musí splnit její podmínky.
Will pozve školní výchovnou poradkyni Emmu Pillsbury (Jayma Mays), aby ho na soutěž doprovodila. Emma souhlasí a navrhuje, aby zvážil jako vystupující další členy sboru, než ty, co vybírá pokaždé, tedy hlavní zpěváky Finna Hudsona (Cory Monteith) a Rachel Berry (Lea Michele). Will svěří sóla v první písni vítěznému páru soutěže v duetech (viz epizoda Soutěž v duetech), Quinn Fabray (Dianna Agron) a Samu Evansovi (Chord Overstreet), což pochopitelně naštve Rachel a Finna, zatímco Brittany Pierce (Heather Morris) a Mike Chang (Harry Shum mladší) získají sólové taneční vystoupení v jiném čísle. Když to Brittany přijímá, je nervózní ohledně vystupování, a tak ji její přítel Artie Abrams (Kevin McHale) dává "kouzelný hřeben", aby získala sebevědomí. Brittany a Mike spolu tráví hodně času, protože potřebují každý den trénovat na soutěž a Mikova přítelkyně Tina Cohen-Chang (Jenna Ushkowitz) má podezření, že spolu mají aférku. Když Artie ohledně tohoto konfrontuje Brittany, tak mu řekne, že se mu vyhýbá proto, že ztratila jeho hřeben. Artie ji přiznává, že hřeben nebyl nikdy kouzelný a řekne Brittany, že to ona je kouzelná.
Kurt se zúčastní prvního setkání sboru Slavíci na Daltonově akademii. Dozví se, že seznam písní pro soutěž sestavuje rada starších studentů a je mu nabídnuta šance, že se může zúčastnit konkurzu na sólo na soutěži. Navštěvuje Rachel a prosí ji o radu, a na její doporučení zpívá "Don't Cry for Me Argentina" z muzikálu Evita. Kurt nakonec sólo nezíská a jeho kamarád Blaine (Darren Criss) mu poradí, aby se spíš snažil zapadnout, než vynikat.
Santana (Naya Rivera) sdělí Rachel, že ona a Finn spolu předchozí jaro spali a Rachel je rozzuřená, že Finnovo tvrzení, že je panic, bylo lež. Emma je vyslechne a poté si uvědomí, že by s neměla jít na soutěž s Willem, protože by to mohlo ranit jejího přítele Carla (John Stamos) a tak s Carlem letí na víkend do Las Vegas v Nevadě.
Na soutěži jako první vystupuje sbor Bokovky a poté Slavíci v čele s Blainem zpívají "Hey, Soul Sister" od skupiny Train. I přes hádky v zákulisí se nakonec vystoupení New Directions zdaří, když Quinn a Sam zpívají "(I've Had) The Time of My Life" a Santana zpívá sólo v písni "Valerie" od Amy Winehouse (což přezpívala od skupiny The Zutons); Brittany a Mike získají bouřlivý potlesk za jejich taneční vystoupení. Nakonec souboj New Directions a Slavíků skončí remízou, což znamená, že oba sbory postupují do regionálního kola soutěže.
Emma sdělí Willovi, že si Carla v Las Vegas vzala a Will ji i přes počáteční šok řekne, že je za ni šťastný. Finn se rozchází z Rachel, poté co mu přizná, že se muchlovala s Puckem, aby se dostala přes jeho aférku se Santanou. New Directions jako oslavu k postupu zpívají "Dog Days Are Over" od Florence and the Machine a sóla zpívají Tina a Mercedes (Amber Riley).

## Seznam písní
- "Don't Cry for Me Argentina"
- "The Living Years"
- "Hey, Soul Sister"
- "(I've Had) The Time of My Life"
- "Valerie"
- "Dog Days Are Over"

## Hrají
| Dianna Agron     | Quinn Fabray          |
| Chris Colfer     | Kurt Hummel           |
| Jane Lynch       | Sue Sylvester         |
| Jayma Mays       | Emma Pillsburry       |
| Kevin McHale     | Artie Abrams          |
| Lea Michele      | Rachel Berry          |
| Cory Monteith    | Finn Hudson           |
| Heather Morris   | Brittany Pierce       |
| Matthew Morrison | William Schuester     |
| Mike O'Malley    | Burt Hummel           |
| Amber Riley      | Mercedes Jones        |
| Naya Rivera      | Santana Lopez         |
| Mark Salling     | Noah „Puck“ Puckerman |
| Jenna Ushkowitz  | Tina Cohen-Chang      |